# 華鴒大塚美術館
華鴒大塚美術館（はなとりおおつかびじゅつかん）は、岡山県井原市にある岡山県の登録博物館である。運営は、公益財団法人タカヤ文化財団、タカヤ株式会社。

## 概要
華鴒大塚美術館は、美術館の管理・運営ならびに絵画など美術品、文化財およびそれらに関する資料の収集・調査・保存・展示を通じて地域文化の振興発展に寄与することを目的として、タカヤ株式会社の文化財団として設立された。館内には金島桂華の作品や日本美術院を舞台に活躍、飛躍した日本人画家10名と彫刻家1名による作品が展示されている。

### 建物データ
本館
- 所在地 : 岡山県井原市高屋町三丁目11番5号
- 竣工 : 1993年（平成5年）[2]
- 設計 : 倉森建築設計事務所[2]
- 施工 : 大林組[2]

## 沿革
タカヤグループの創業100周年を記念した起業メセナとして、1994年（平成6年）に開館。

### 年表
- 1994年（平成6年） : 6月、華鴒美術館として開館。
- 2006年（平成18年） : 9月1日、華鴒大塚美術館に改名。
- 2015年（平成27年） : この年、別館「緑樹園」の利用を開始[4]。

## 施設

### 本館
- 第一展示室 [3]
- 第二展示室 [3]
- “はなとり”展示室 [3]
- 日本庭園 「華鴒園（はなとりえん）」 …… 上田宗箇流第15代家元・上田宗源の設計監理した庭園[3]。
- 茶室 「長庵」 …… 上田宗箇流第16代家元・上田宗冏の指導監修した茶室、開館10周年を記念して設置[3]。

### 別館
- 緑樹園 …… 華鴒大塚美術館の創設者であるタカヤグループ元社長・大塚長六の旧宅を改修し、別館として活用[4]。

## 周辺
- 井原鉄道井原線子守唄の里高屋駅 …… 徒歩1分。
- 国道313号（国道486号重用）
- 岡山県道3号井原福山港線